# Mohanamico
Mohanamico es un género extinto de primate que vivió durante el período Mioceno, cuyos restos fósiles fueron encontrados en el yacimiento de La Venta, en Colombia. Solo comprende a una especie, M. hershkovitzi. Se desconoce si es un ancestro de Callimico o bien de Callicebus. Kay (1990) lo consideró como un taxón basal de la familia Pitheciidae, mientras que Rosenberg et al. (1990) consideraron que este género y Micodon pertenecen a la subfamilia Callitrichinae.